# Brachythecium bellicum
Brachythecium bellicum är en bladmossart som beskrevs av W. R. Buck et al. 2001. Brachythecium bellicum ingår i släktet gräsmossor, och familjen Brachytheciaceae. Inga underarter finns listade i Catalogue of Life.